# Original Celtics

Die Original Celtics

Die Original Celtics waren eine amerikanische Basketball-Mannschaft, die den Profi-Basketball zwischen den Weltkriegen an der Ostküste prägte und die in die Naismith Memorial Basketball Hall of Fame aufgenommen wurde.

## Geschichte
Die New York Celtics wurden im Jahr 1914 von Frank McCormack gegründet. Aufgrund der Ereignisse des Ersten Weltkrieges musste sich die Mannschaft wieder auflösen. Im Jahr 1918 baute der Promoter James Furey eine neue Mannschaft auf, die sich an den New York Celtics orientieren sollte. Die Original Celtics bestanden aus den Spielern der New York Celtics und einigen neuen Spielern (darunter Joe Trippe) von der West Side in Manhattan. Die Mannschaft bestand aus vielen Talenten wie dem Forward Dutch Dehnert oder dem Point Guard Nat Holman, der im Jahr 1922 dazukam. In ihrer ersten Saison haben die Celtics 65 Spiele von 69 gewonnen und somit einen neuen Rekord erreicht.
Die Celtics entwickelten einen Vertrag, der den Spielern verbot, die Mannschaft zu wechseln. Am 16. April 1921 spielten die Celtics gegen die New York Whirlwinds vor 11.000 Zuschauern in New York City. Dies war die bis dahin größte Zuschauerzahl bei einem Basketball-Match in den USA.
Im Jahr 1922 konnte der Coach drei weitere Spieler für seine Mannschaft verpflichten: Joe Lapchick, John Beckman und Davey Banks. Joe Lapchick zählte in seiner Basketball-Ära zu den besten Centern der Welt. Der Shooter John Beckman wurde, wie auch Joe Lapchick, Nat Holman und Dutch Dehnert, in die Naismith Memorial Basketball Hall of Fame aufgenommen.
Die Erfolgswelle der Celtics ließ in den nächsten Jahren nicht nach. In der Saison 1922/23 gewannen die Celtics 204 von 215 Spielen und verbesserten ihren alten Rekord. Die Celtics gewannen durchschnittlich 90 Prozent ihrer Spiele und entwickelten sich zu einer der dominantesten Mannschaften des Jahrzehntes. In der Saison 1925/26 gewannen die Celtics 136 von 140 Spielen.
Zur damaligen Zeit war das Spiel deutlich rauher und verlief nicht immer unblutig. Wenn die Celtics auf einen „Heim“-Schiedsrichter trafen, bodycheckten ihn normalerweise zwei Spieler, um ihn zu mehr Fairplay zu zwingen. Die Spieler der Celtics hatten allerdings auch kein Problem damit, gelegentlich auf sich selbst zu wetten und dafür die Wettquoten unter fragwürdigen Methoden hochzutreiben.
Als bis dahin erste Mannschaften wurden die Original Celtics und das First Team im Jahr 1959 mit dem Gründungsjahrgang in die Naismith Memorial Basketball Hall of Fame aufgenommen. Seitdem haben es lediglich elf weitere Teams in die Hall of Fame geschafft: Die Buffalo Germans, die New York Rens, die Harlem Globetrotters, die Texas Western 1966-Mannschaft, das 1960 United States Olympic Team, das 1992 United States Olympic Team, die All American Red Heads, das 1972-73-74er Immaculata College-Team der Mighty Macs, die Wayland Baptist Flying Queens, die Tennessee A & I State Tigers von 1957 bis 1959 und das 1976 United States Olympic Women’s Team.

## Die Original Celtics in der ABL
Nach fünf Spieltagen der ABL-Saison 1926/27 ersetzten die Original Celtics die Mannschaft der Brooklyn Arcadians und traten so der American Basketball League (ABL) bei. Dafür nahmen sie den Teamnamen Brooklyn Celtics an. Die Celtics gewannen 32 der verbliebenen 37 Spiele. Im Jahr darauf traten sie unter ihrem alten Namen an und gewannen die Meisterschaft. Im Anschluss an die Saison stimmten die Besitzer der anderen Mannschaften dafür, die Celtics aus der ABL auszuschließen.